# Vitriola (album)
Vitriola è l'ottavo album in studio del gruppo musicale statunitense Cursive, pubblicato nel 2018.

## Tracce
1. Free To Be Or Not To Be You And Me – 3:26
2. Pick Up The Pieces – 3:24
3. It's Gonna Hurt – 5:31
4. Under The Rainbow – 3:19
5. Remorse – 3:23
6. Ouroboros – 5:59
7. Everending – 4:11
8. Ghost Writer – 3:07
9. Life Savings – 4:40
10. Noble Soldier/Dystopian Lament – 7:27

## Formazione
- Tim Kasher – voce, chitarra
- Ted Stevens – chitarra, voce
- Matt Maginn – basso
- Patrick Newberry – tastiera, piano, fiati
- Clint Schnase – batteria
- Megan Siebe – violoncello
- Mike Mogis